# Steven Blankaart

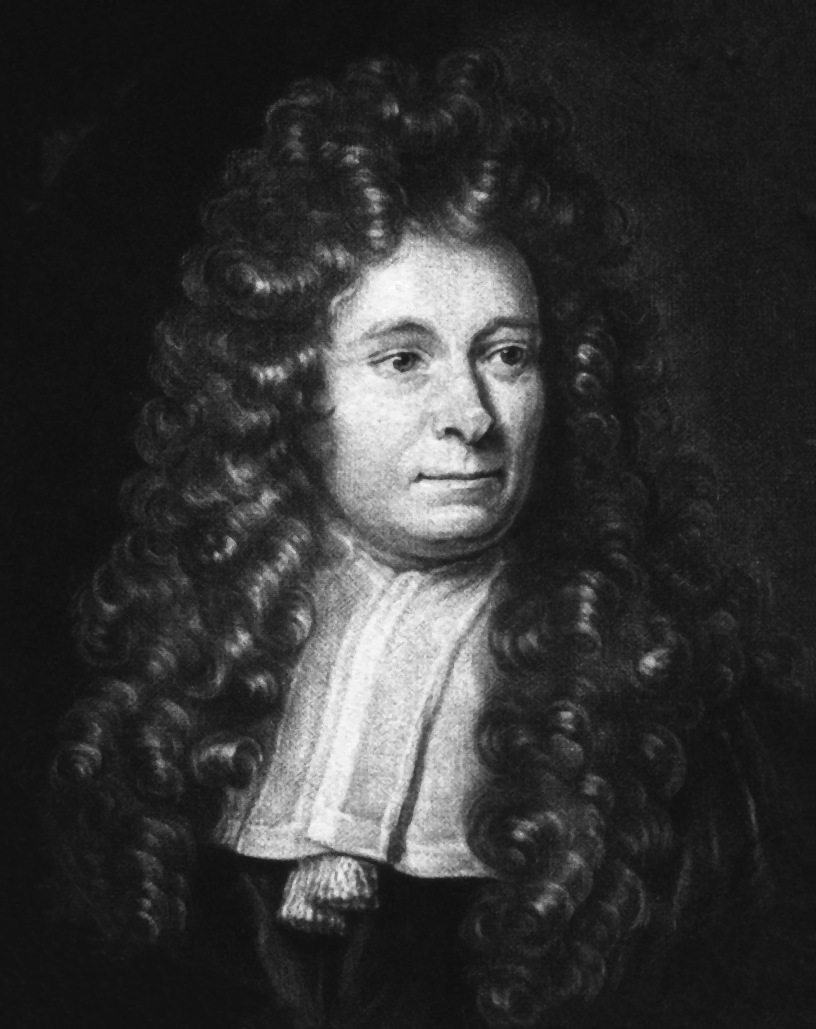
Steven Blankaart

Steven of Stephan Blankaart / Blankaert (Latijn : Steph. Blancardi) (Middelburg, 24 oktober 1650 - Amsterdam, 23 februari 1704) was een Nederlandse medicus, natuurkundige en entomoloog, die op hetzelfde terrein actief was als Jan Swammerdam. De 'iatro-chemicus' (letterlijk: dokter-scheikundige) werd bekend vanwege zijn injectietechniek, die hij toepaste bij het bestuderen van de bloedvaten. Hij is de auteur van het eerste Nederlandstalige boek over kinderziektes.

## Biografie
Blankaart was de zoon van Nicolaas Blankaart, leraar Grieks en geschiedenis te Bentheim en Middelburg, die naar Heerenveen verhuisde om hofarts te worden van Albertine Agnes. In 1669 werd hij benoemd in Franeker als hoogleraar. De carrière van zijn zoon begon met een baantje als apothekersassistent. In 1674 verhuisde hij naar Amsterdam, nadat hij was gepromoveerd in de filosofie en medicijnen aan de Universiteit van Franeker.
Blankaart was een volgeling van Franciscus de le Boë Sylvius, die propageerde om enorme hoeveelheden thee en koffie te drinken en onderzoek deed naar syfilis.
Blankaart liet zich leiden door de principes van René Descartes, het Cartesiaanse dualisme, en werd een van de artsen die zich bezighielden met empirische wetenschap. Observatie was belangrijk, en speculatie werd afgewezen. Om te bewijzen dat insecten niet spontaan ontstaan uit verrotting en dat ze zich uit eitjes ontwikkelen, voerde hij experimenten uit die eerder in Florence waren gedaan door Francesco Redi.
Hij trouwde in 1682 met Isabella de Carpentier, de dochter van een dominee uit Amersfoort en in 1683 kregen ze een kind. Bij zijn huwelijk woonde hij in de Warmoesstraat. Blankaart deed onderzoek naar de opvoeding van kinderen en incontinentie. Blankaart had contact met de mystieke Antoinette Bourignon - het paradijs zou naar zijn mening werkelijkheid worden met een stedelijk verbod op alcohol - en werkte samen met Maria Sibylla Merian bij de publicatie van haar werk. Blankaart woonde bij zijn overlijden in de Leidsestraat en is begraven in de Westerkerk te Amsterdam (grafnummer 214ZZ)

## Werken
- Nieuw lichtende praktyk der medicynen, gefondeert op de gronden van de deftighste autheuren deses tĳdts: nevens de hedendaagse chymia, als ook de Nederlantsche apothekers winkel; rĳkelĳk met inlantsche genees middelen voorsien (1678)
- Lexicon medicum Graeco-Latinum (1679)
- Collectanea medico-physica oft Hollands Jaer-Register der genees- en natuur-kundige aanmerkingen... (1680, 1683, 1686).[11]
- 't Nieuw-ligt des Apothekers of nieuwe-gronden en fondamenten der Artzenien-en-Chymise-bereiding : nuttig voor alle Apothekers en Chirurgijns by Antonius de Heide en de samenwerking van Stephan Blankaart (Amsterdam, 1683)
- Verhandelinge van de opvoedinge en ziekten der kinderen: vertoonende op wat wyse de kinderen gezond konnen blyven, en ziek zĳnde, bequamelyk konnen hersteld werden (1684)
- Verhandelinge van het podagra en vliegende jicht, waar in des zelfs ware oorzaak en zekere genezingen werden voorgestelt : als ook een korte beschrĳvinge van de krachten des melks, toonende dat des zelfs voedsel, zoo voor gesonde als ongesonde (voornamelijk in het podagra) zeer dienstig is: Item, de Chineese en Japanse wijse om door het branden van moxa en het steken met een gouden naald alle ziekten en voornamelijk het podagra te genesen (1684)
- De Kartesiaanse academie ofte, Institutie der medicyne, behelsende de gansche medicyne, bestaande in de leere der gesondheid en des selfs bewaringe, als ook der ongesondheid en haar herstellinge: alles ... volgens de meining van den heer Cartesius gebouwt (Amsterdam, 1683).
- Gebruik en mis-bruik van de thee, mitsgaders een verhandelinge wegens de deugden en kragten van de tabak. / Door Cornelis Bontekoe, ... ; Hier nevens een verhandelinge van de coffee, met des zelfs krachten in gezonde, en ongezonde. Door Stephanus Blankaart, .. ('s Gravenhage/ Amsterdam, 1686)
- Traité de la verole, gonorrhee, chancres, bubes venéreens, & de leurs accidens, avec une guerison véritable et solide (Amsterdam, 1688)
- Schou-Burg der Rupsen, Wormen, Maden en Vliegende Dierkens daar uit voortkomende. Door eigen ondervindinge by een gebragt. Amsterdam, J. ten Hoorn.
- De burgerlyke tafel, en den sorghvuldigen huys-vader, die aen-wijst: wat best en gesondts gegeten diendt te werden om langh sonder sieckte gesondt te leven. neffens Een beknopte manier van de spijsen voor te snijden, en een onderrechting der schickelijke wijsen, die men aan de tafel moet houden. En wat voort tot koken braden en stoven in een burger keuken waer genomen moet werden (Amsterdam, 1690)
- Accurate Abhandlung von dem Podagra und der lauffenden Gicht / Worinnen deren wahre Ursachen und gewisse Cur gründlich vorgestellet, auch die herrlichen Kräfften der Milch / . beschrieben werden durch Steph. Blancard. Anietzo aber wegen seiner Nutzbarkeit / nebst des Herrn Wilhelm ten Rhyne curieuser Beschreibung, wie die Chinesen und Japaner vermittelst des Moxa-Brennens und guldenen Nadel-Stechens alle Kranckheiten, insonderheit aber das Podagra gewiß curiren. Aus der Niederteutschen in die hochteutsche Sprache übersetzet. Leipzig, Fr. Gelditsch, 1692.[12]
- Venus belegert en ontset. Zynde een verhandelinge van de pokken en des selfs toevallen, van druipers, chankers, klap-ooren, Spaanse kragen, sand-klooten, cordée uitwasschen, ... met een zekere en grondige genezinge, steunende op de Carteriaanse philosophie en het sondigende suur en sout. (Amsterdam 1696).
- Den Nederlandschen herbarius (Amsterdam, 1698)
- The physical dictionary : Wherein the terms of anatomy, the names and causes of diseases, chyrurgical instruments and their use; are accurately describ’d. : Also the names and virtues of medicinal plants, minerals, stones, gums, salts, earths, &c. and the method of choosing the best drugs : the terms of chymistry, and of the apothecaries art ; and the various forms of medicines, and the ways of compounding them (1684, herdrukken in 1693, 1697, 1702, 1708, 1715, 1726)
- Opera Medica, theoretica, practica et clinica (Leiden, 1701)